# Zsuzsanna Borvendég

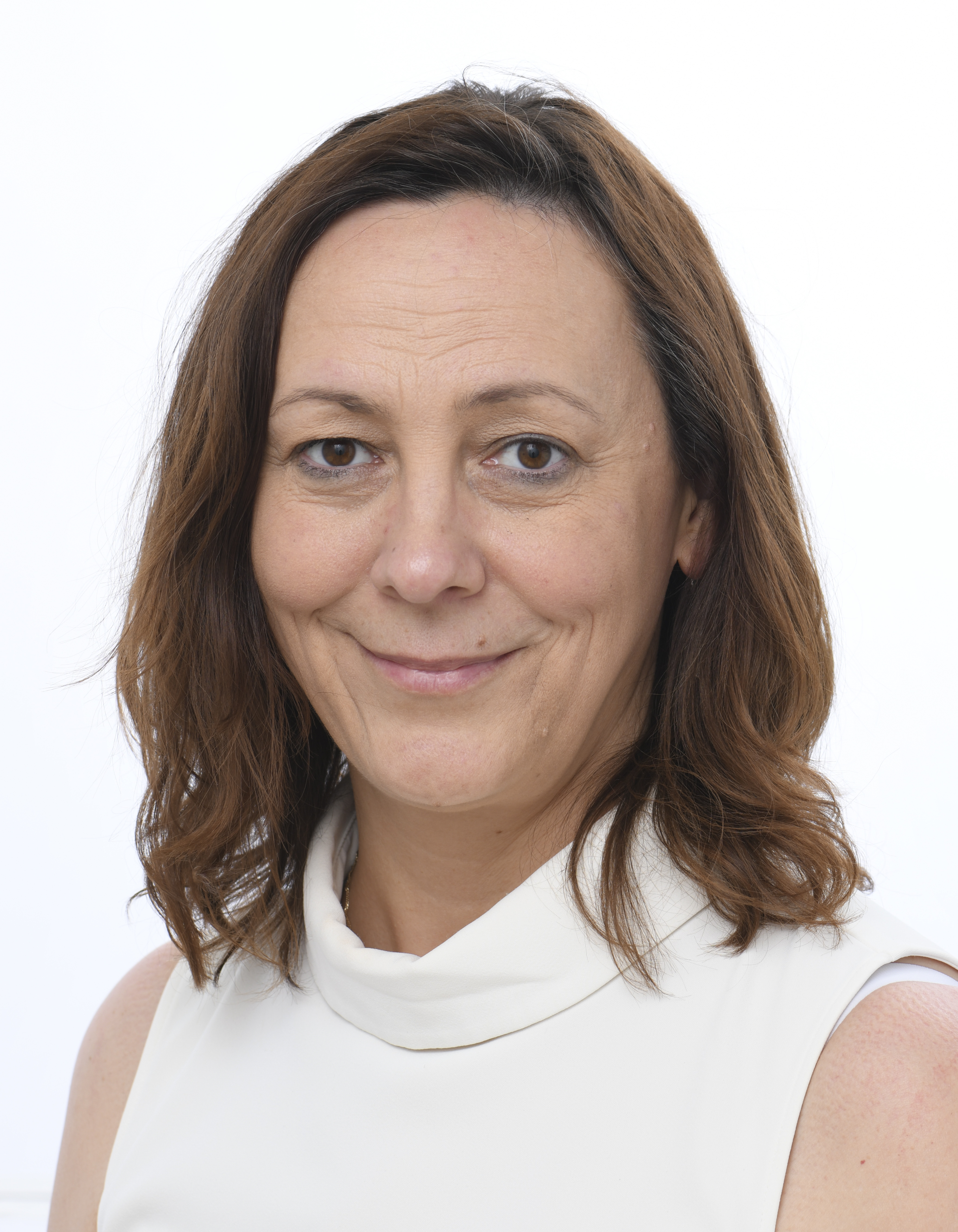
Zsuzsanna Borvendég (2024)

Zsuzsanna Borvendég (* 4. November 1974 in Tatabánya) ist eine ungarische Historikerin und Politikerin; sie ist seit 2024 Abgeordnete im Europäischen Parlament.

## Werdegang
Zsuzsanna Borvendég besuchte das László-Bárdos-Gymnasium in Tatabánya, an dem sie 1993 das Abitur machte. Anschließend absolvierte sie erfolgreich zwei Studien an der Katholischen Péter-Pázmány-Universität, von 1993 bis 1999 Geschichtswissenschaft in Piliscsaba und von 1996 bis 2001 Rechtswissenschaft in Budapest. In der Zeit von 1999 bis 2019 arbeitete sie als wissenschaftliche Mitarbeiterin im Historischen Archiv des Staatssicherheitsdienstes. Von 2012 bis 2015 besuchte sie die Doktorandenschule der Péter-Pázmány-Universität und wurde im Jahr 2016 mit einer Arbeit über Journalisten und Außenhändler im Nachrichtendienst des Kádár-Regimes promoviert. Nach 2019 arbeitete sie als Wissenschaftlerin in der Historischen Abteilung des Forschungsinstituts für Hungarologie (Magyarságkutató Intézet). Zu ihren Forschungsbereichen gehören die Geschichte Ungarns nach 1945, die Funktionsweise der Geheimdienste und der politischen Polizei, die Rolle Ungarns im Kalten Krieg, die Zusammenhänge zwischen den Aktivitäten der Oppositionsbewegungen und dem Regimewechsel sowie das Wirtschaftsleben im Sozialismus, insbesondere die Untersuchung der Verschuldung. 2024 kandidierte sie auf Platz drei der Liste der Partei Mi Hazánk Mozgalom bei der Europawahl. Da die beiden vor ihr auf der Liste stehenden Parteimitglieder auf ihr Mandat verzichtet haben, erhielt Zsuzsanna Borvendég einen Sitz als Abgeordnete im Europäischen Parlament. Sie ist in der 10. Legislaturperiode (2024–2029) Mitglied im Ausschuss für Kultur und Bildung sowie stellvertretendes Mitglied im Ausschuss für regionale Entwicklung. Sie ist zudem Teil der Fraktion Europa der Souveränen Nationen.

## Werke (Auswahl)
- Újságírásnak álcázva. Nemzeti Emlékezet Bizottsága, Budapest 2015.
- Vadhajtások. A sztálini természetátalakítási terv átültetése Magyarországon 1948–1956. Napvilág Kiadó, Budapest 2015. (Zusammen mit Mária Palasik)
- Az „impexek“ kora. Nemzeti Emlékezet Bizottsága, Budapest 2017.
- A Cég megnyertjei – a megnyertek cégei. Nemzeti Emlékezet Bizottsága, Budapest 2017.
- A kádári Magyarország titkos élete. Kárpátia Stúdió, Köröstárkány–Kápolnyásnyék 2019.
- Mesés kémjátszmák. A nyugati külkereskedelmi hálózatok kiépülése 1945 után. Magyarságkutató Intézet, Budapest 2020.
- A hálózat pénze. Magyarország kirablásának megszervezése. Kárpátia Stúdió, Köröstárkány-Balatonfőkajár 2020.
- Hamis gulyás. Új megközelítések a szocialista Magyarország gazdaság- és társadalomtörténetéhez.  Magyarságkutató Intézet, Budapest 2022.